# Il figlio della domenica
Il figlio della domenica (Söndagsbarn) è un film svedese del 1992 diretto da Daniel Bergman, figlio di Ingmar Bergman che ha invece scritto il soggetto e la sceneggiatura.

## Trama
Il giovane Pu passa un'estate in Norrland, nel nord della Svezia, con tutti i suoi parenti. Lui e suo fratello vengono a sapere la storia dell'orologiaio che si era impiccato, imparano a tirare con l'arco e seguono il loro padre in un viaggio in bicicletta.

## Riconoscimenti
- 1992 - Angers European First Film Festival
  - European Jury Award - Special Mention (Daniel Bergman)
- 1992 - Montréal World Film Festival
  - Miglior fotografia (Tony Forsberg)
  - premio FIPRESCI (Daniel Bergman)
  - First Film Special Distinction (Daniel Bergman)
- 1993 - Premio Guldbagge
  - Migliore fotografia (Tony Forsberg)
  - Candidatura a miglior attore (Thommy Berggren)